# 唐·阿尼莱克
唐纳德·罗伯特·阿尼莱克（英語：Donald Robert Anielak，1930年11月1日—1995年11月19日），美国NBA联盟前职业篮球运动员。他在1954年的NBA选秀中第3轮第26顺位被纽约尼克斯选中。